# Josef Platzer
Josef Platzer (20. září 1751 Praha – 4. dubna 1806 Vídeň) byl malíř a jevištní výtvarník, syn sochaře I. F. Platzera.

## Život
V době svých gymnazijních studií v Praze se učil kreslení u malíře F. Wolfa a za pomoci hraběte Kounice se dostal do Vídně. V letech 1774-1778 studoval akademii výtvarných umění ve Vídni, kde se proslavil jako scénograf Gluckových oper inscenovaných Burgtheaterem. Roku 1781 na sebe upozornil slavobránou, byl pozván do Prahy a pro Nosticovo divadlo vytvořil dvanáct scénických dekorací, v nichž se pak hrály zřejmě všechny zdejší inscenace, včetně premiéry Mozartova Dona Giovanniho. Od roku 1786 žil většinou ve Vídni. Císař Josef II. u něho objednal podobné dekorace pro dvorní divadlo a roku 1795 se stal komorním malířem císaře Františka II.

## Dílo
Kromě divadelních dekorací, které byly jeho hlavním oborem, maloval Platzer pozoruhodné architektonické kompozice, v pozdějším období především interiéry s umělým osvětlením, inspirované H. Steenwijckem. Figurální stafáž v nich byla často inspirovaná divadlem; do některých obrazů ji Platzerovi maloval Heinrich Friedrich Füger (1751-1818). Platzerovy obrazy jsou dnes roztroušeny ve veřejných i soukromých sbírkách (u nás v Národní galerii, v klášteře v Nové Říši nebo na zámcích v Zákupech a v Opočně). Návrhy dekorací jsou uloženy především ve sbírkách vídeňské Akademie a v některých amerických sbírkách. Unikátní soubor dekorací se zachoval v zámeckém divadle v Litomyšli.

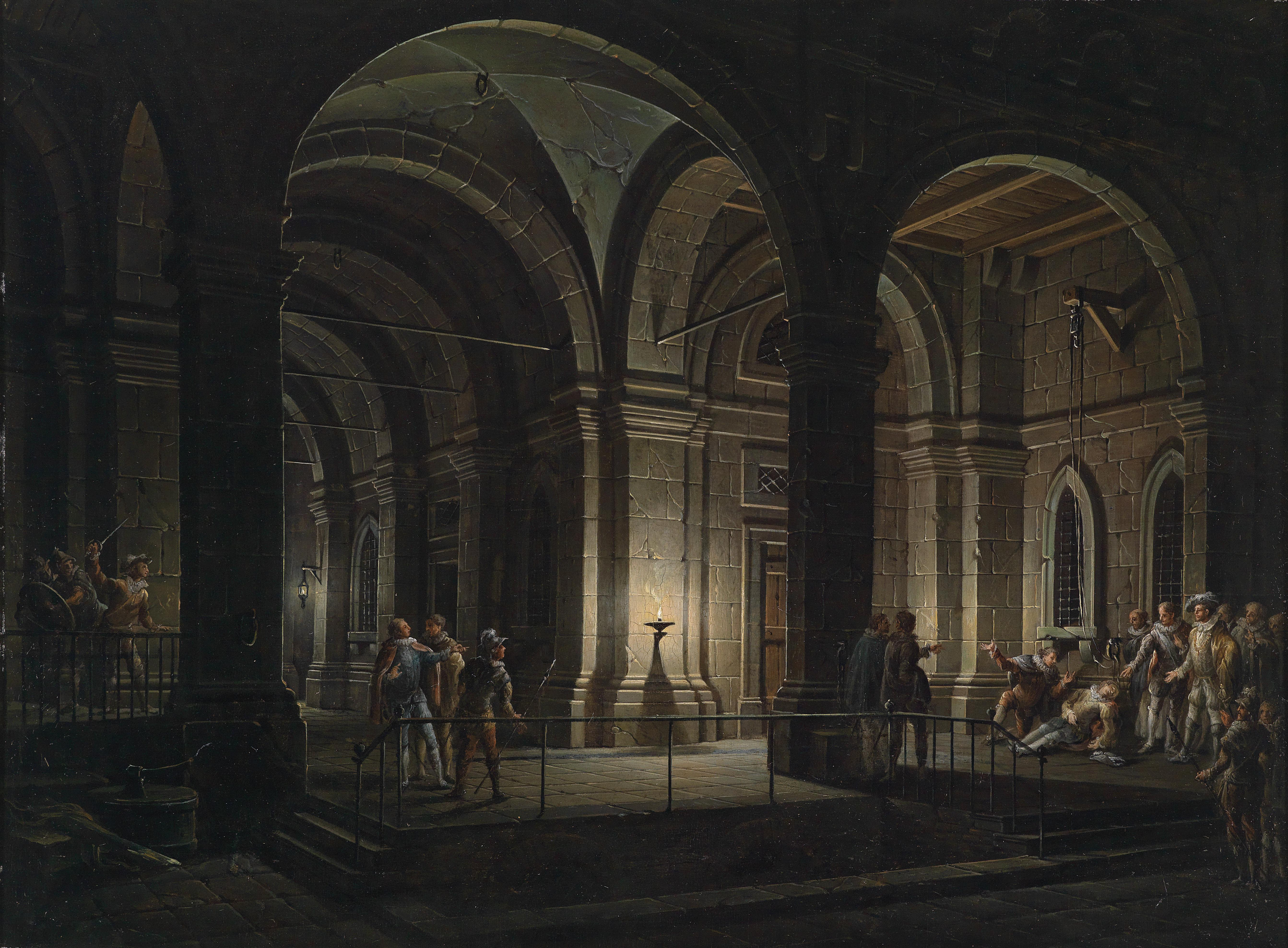
Josef Platzer - Středověké vězení (1806)
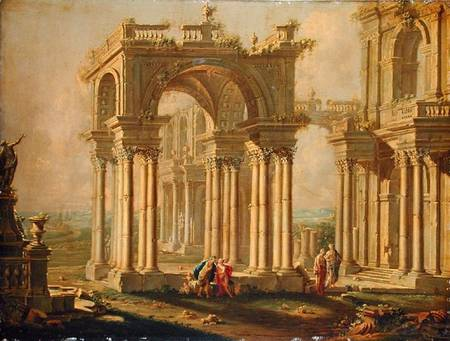
Josef Platzer - Krajina s ruinou
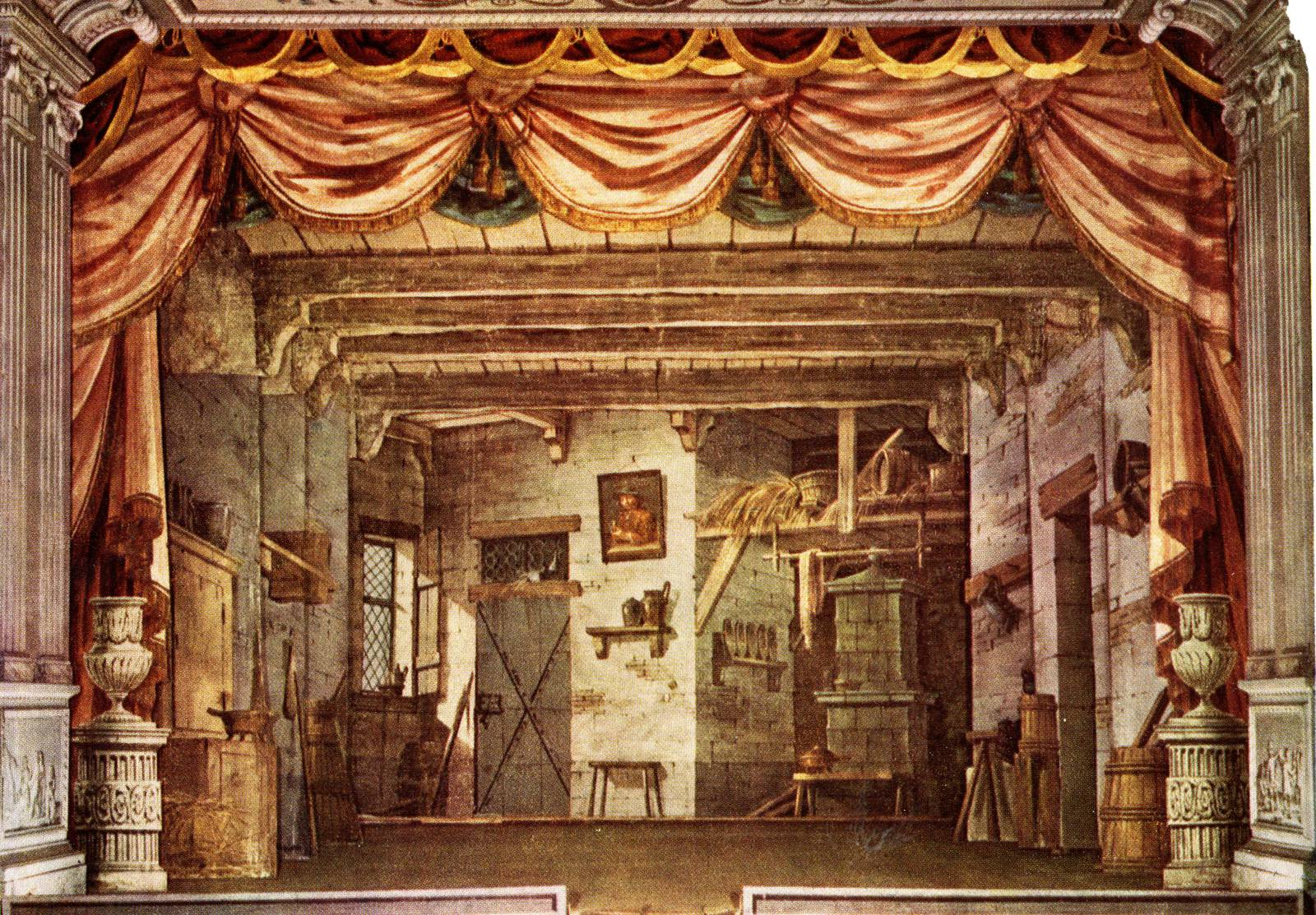
Josef Platzer – Scéna ze zámeckého divadla v Litomyšli